# Wugigarra mamu
Wugigarra mamu is een spinnensoort uit de familie trilspinnen (Pholcidae). De soort komt voor in Queensland.